# Spitz (Austria)
Spitz – gmina targowa w Austrii, w kraju związkowym Dolna Austria, w powiecie Krems-Land. Według Austriackiego Urzędu Statystycznego liczyła 1 621 mieszkańców (1 stycznia 2014).

## Współpraca
Miejscowość partnerska:
- Taufkirchen an der Pram, Górna Austria